# Northampton Sileby Rangers F.C.
Northampton Sileby Rangers F.C. là một câu lạc bộ bóng đá đến từ Northampton, Anh. Hiện tại đội bóng đang thi đấu ở United Counties League Premier Division.

## Lịch sử
Câu lạc bộ được thành lập với tên gọi Sileby Rangers năm 1968 là đội công nhân của Sileby Engineering Company (được đặt theo tên của một ngôi làng ở Leicestershire là Sileby nơi được thành lập). Ban đầu họ chơi ở Bóng đá Chủ nhật, và vô địch Northants Sunday Cup năm 1975, sau khi giành vị trí á quân 2 năm trước đó. Họ cũng vào được chung kết (nhưng không giành chiến thắng) vào các năm 1979, 1983 và 1993.
Giữa thập niên 1950 câu lạc bộ gia nhập Northampton Town League. Họ vô địch năm 1989, 1990 và đứng thứ hai ở năm 1991 và 1993. Trong giai đoạn này, đội bóng có tên là Northampton Vanaid theo một điều khoản tài trợ.
Năm 1993, đội bóng được thăng hạng United Counties League, và là đội đầu tiên làm được điều này từ Northampton Town League. Trong mùa giải đầu tiên họ vô địch hạng đấu và cả Northants Junior Cup. Tuy nhiên, họ không lên chơi ở Premier Division vì lý do thiếu dàn đèn. Họ lại vô địch Junior Cup năm 1997, và năm 2000 đội bóng được đổi tên thành Northampton Sileby Rangers. Đội vô địch nhiều lần hơn ở Junior Cup vào các năm 2002 và 2003, đánh bại Rothwell Corinthians 2 lần trong trận chung kết. Đội bóng vô địch hạng đấu lần thứ hai và lần thứ ba ở các mùa giải 2002–03 and 2004–05, nhưng một lần nữa vẫn không lên hạng.
Mùa 2012-13 chứng kiến Glenn Botterill dẫn dắt toàn đội đi đến chức vô địch United Counties League Division One trước AFC Rushden & Diamonds, bằng việc chiến thắng 30 trên 36 vòng đấu. Tài chính của câu lạc bô cạn kiệt vào đầu mùa giải 2013-14, tuy nhiên, dẫn đến một sự di cư lớn của đội bóng và cuối cùng là Glenn Botterill rời khỏi vị trí của mình trong câu lạc bộ. Scott Goodwin vì vậy thay thế tiếp quản đội bóng.

## Danh hiệu
- United Counties League[1]
  - Vô địch Division One 1993–94, 2002–03, 2004–05, 2012-13
- Northampton Town League
  - Vô địch 1988–89, 1989–90
- Northants Junior Cup
  - Vô địch 1994, 1997, 2002, 2003
- Northants Sunday Cup
  - Vô địch 1975

## Kỉ lục
- FA Vase[1]
  - Vòng loại 2 2004–05, 2007–08, 2008–09
  - Vòng 1 2013-14